# Pak Yung Sun
Pak Yung Sun (Provincia de P'yŏngan del Norte; 22 de agosto de 1956-14 de julio de 1987) fue una jugadora profesional de tenis de mesa norcoreana y héroe del trabajo de su país, ganadora de dos campeonatos mundiales (Birmingham 1977 y Calcuta 1975).
Ella está enterrada en el Cementerio de los Mártires Patrióticos de Pionyang.